# إتش. غارلاند دوبريه
إتش. غارلاند دوبريه هو محامي وسياسي أمريكي، ولد في 28 يوليو 1873 في أوبلوساس في الولايات المتحدة، وتوفي في 21 فبراير 1924 في واشنطن العاصمة في الولايات المتحدة. نشط حزبياً في الحزب الديمقراطي. وقد انتخب عضو مجلس نواب لويزيانا ‏ وانتخب عضو مجلس النواب الأمريكي ‏.